# کومار ساهانی
کومار ساهانی (انگلیسی: Kumar Shahani؛ ۷ دسامبر ۱۹۴۰ – ۲۴ فوریهٔ ۲۰۲۴) کارگردان فیلم و مستندساز اهل هند بود.
از فیلم‌ها یا برنامه‌های تلویزیونی که وی در آن نقش داشته‌است می‌توان به قصبه اشاره کرد.